# Damcho Dorji
Damcho Dorji (Distrito de Gasa, 23 de junio de 1965) es un político butanés perteneciente al Partido Democrático del Pueblo. 

## Temprana edad y educación
Nacido en Khailo, Gasa en 1965, Dorji asistió a la Punakha High School y a Sherubtse College en Trashigang. A su vez, se graduó en el Government Law College en Bombay y de la Universidad de Georgetown en Washington D. C.
Entre 2015 y 2018 ocupó el cargo de Ministro de Asuntos Exteriores de Bután, durante la administración de Tshering Tobgay.

## Trayectoria
Entre 2006 y 2007, Dorji ocupó el cargo de fiscal general del Reino de Bután.
Militante del Partido Democrático del Pueblo, fue elegido por primera vez para la Asamblea Nacional de Bután en las elecciones generales de 2008 por Khatoed Laya. Tras su reelección en los comicios de 2013, Dorji fue designado Ministro de Interior y Asuntos Culturales por el primer ministro Tshering Tobgay. En agosto de 2015, asumió el cargo de Ministro de Relaciones Exteriores tras la destitución de Rinzin Dorji por cargos de corrupción.